# Vossevangen
Vossevangen è un villaggio della Norvegia, situato nella municipalità di Voss, nella contea di Vestland.